# Leptoxis clipeata
Leptoxis clipeata är en snäckart som först beskrevs av H. H. Smith 1922.  Leptoxis clipeata ingår i släktet Leptoxis och familjen Pleuroceridae. IUCN kategoriserar arten globalt som utdöd. Inga underarter finns listade i Catalogue of Life.